# Łęka (województwo świętokrzyskie)
Łęka – wieś w Polsce w województwie świętokrzyskim, w powiecie buskim, w gminie Nowy Korczyn. Leży między lewobrzeżną Wisłą a prawym brzegiem Nidy blisko jej ujścia.
W latach 1975–1998 miejscowość administracyjnie należała do województwa kieleckiego.

## Historia
Dawniej Łąka – pod taką nazwą zanotowana w 1579 r. Jan Aleksander Gołuchowski otrzymał w 1664 r. przywilej od króla Władysława IV na wystawienie we wsi Łąka spichlerza. Lustracja z 1789 r. określa miejscowość jako wieś bez folwarku należącą do starostwa wiślickiego. Ról kmiecych 14, zagrodników 3, karczma zajezdna stara z drzewa w słupy budowana, słomą poszyta. We wsi znajdowały się wówczas trzy spichlerze – Łubieńskich, Tarnowskich i Różyckich. Dawniej bywało więcej spichlerzów, ale te spustoszały, tylko puste place pozostały.
Słownik Geograficzny z 1884 r. podaje nazwę wsi w formie Łęka Królewska, powiat stopnicki, gmina Pawłów, parafia Nowy Korczyn. Folwark należał do dóbr Grotniki. 